# Шукайвода
Шукайвода́ — село в Україні, в Христинівській міській громаді Уманського району Черкаської області. Розташоване на обох берегах річки Канелька (притока Конели) за 12 км на північний захід від міста Христинівка. Населення становить 897 осіб (станом на 1 січня 2021 р.).

## Населення
За даними перепису 2001 року населення становило 1079 осіб.

### Мовний склад
Рідна мова населення за даними перепису 2001 року:
| Мова       | Чисельність, осіб | Доля     |
| ---------- | ----------------- | -------- |
| Українська | 1 054             | 97,68 %  |
| Російська  | 22                | 2,04 %   |
| Інше       | 3                 | 0,28 %   |
| Разом      | 1 079             | 100,00 % |

## Історія
Під час Голодомору 1932—1933 років, тільки за офіційними даними, від голоду померло 143 мешканці села.
На півдні від села розташований зупинний пункт Шукаєве, де раніше курсували приміські поїзди «Козятин-Христинівка».

## Відомі люди
В селі народились:
- Бондар-Обміняний Матвій Платонович (1893-1937) — член Української Центральної Ради.
- Мікіндо Корній Генріхович (1918-1990) — український художник.

Пов'язані з селом:
- Димінський Йосип Андрійович — український фольклорист і етнограф, працював учителем у Шукайводі в 1873—1876 роках.

## Галерея

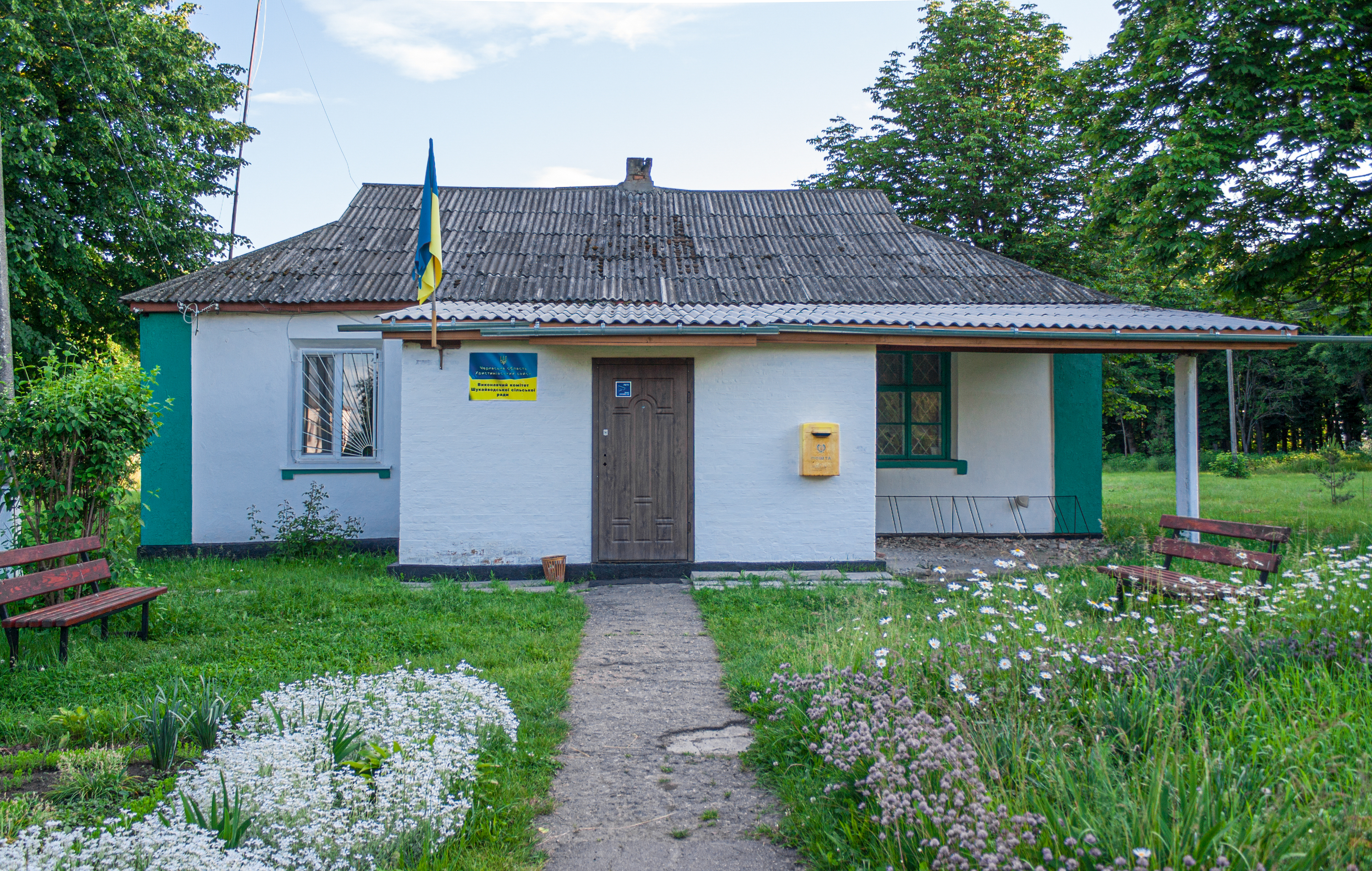
Сільська рада
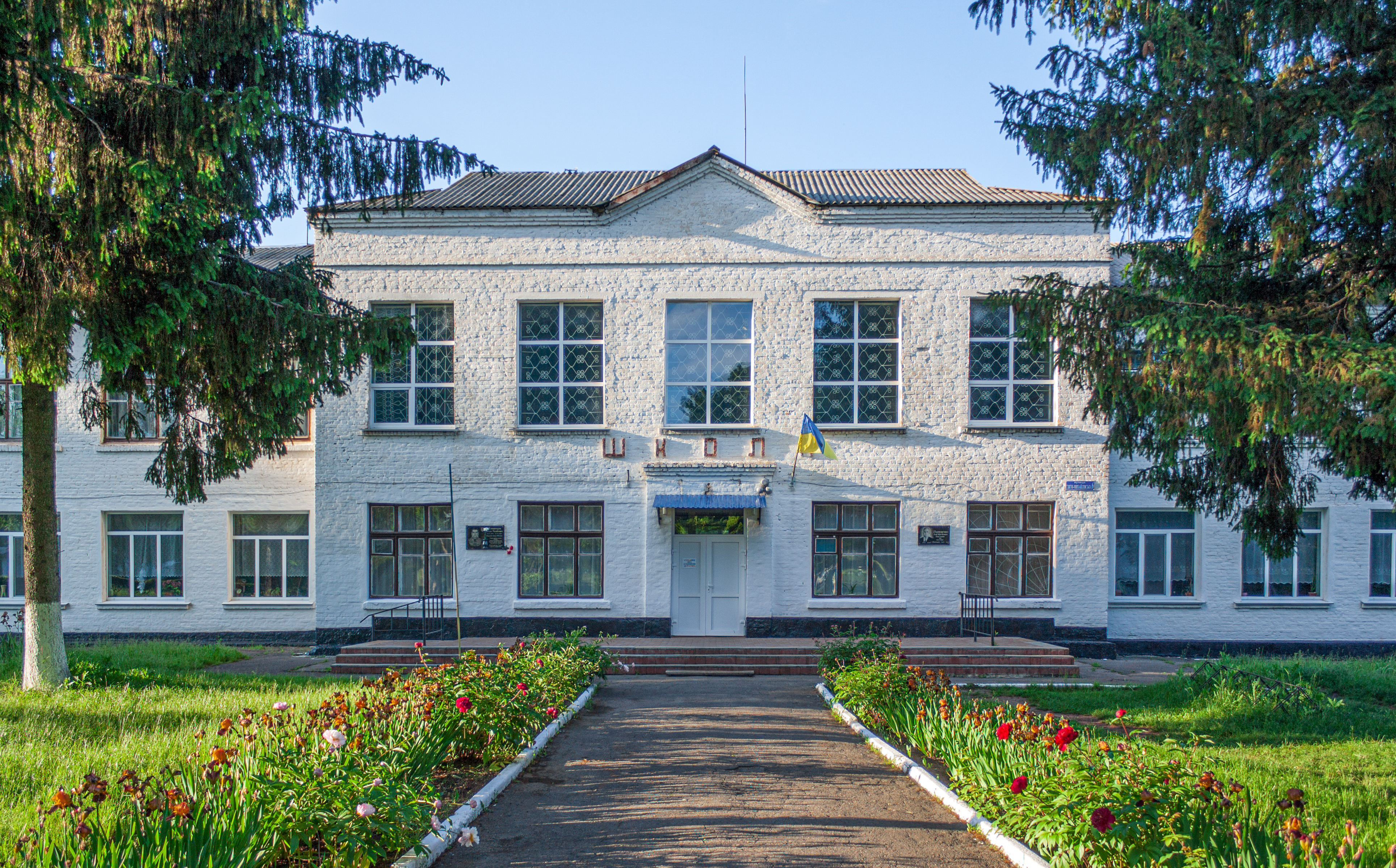
Школа
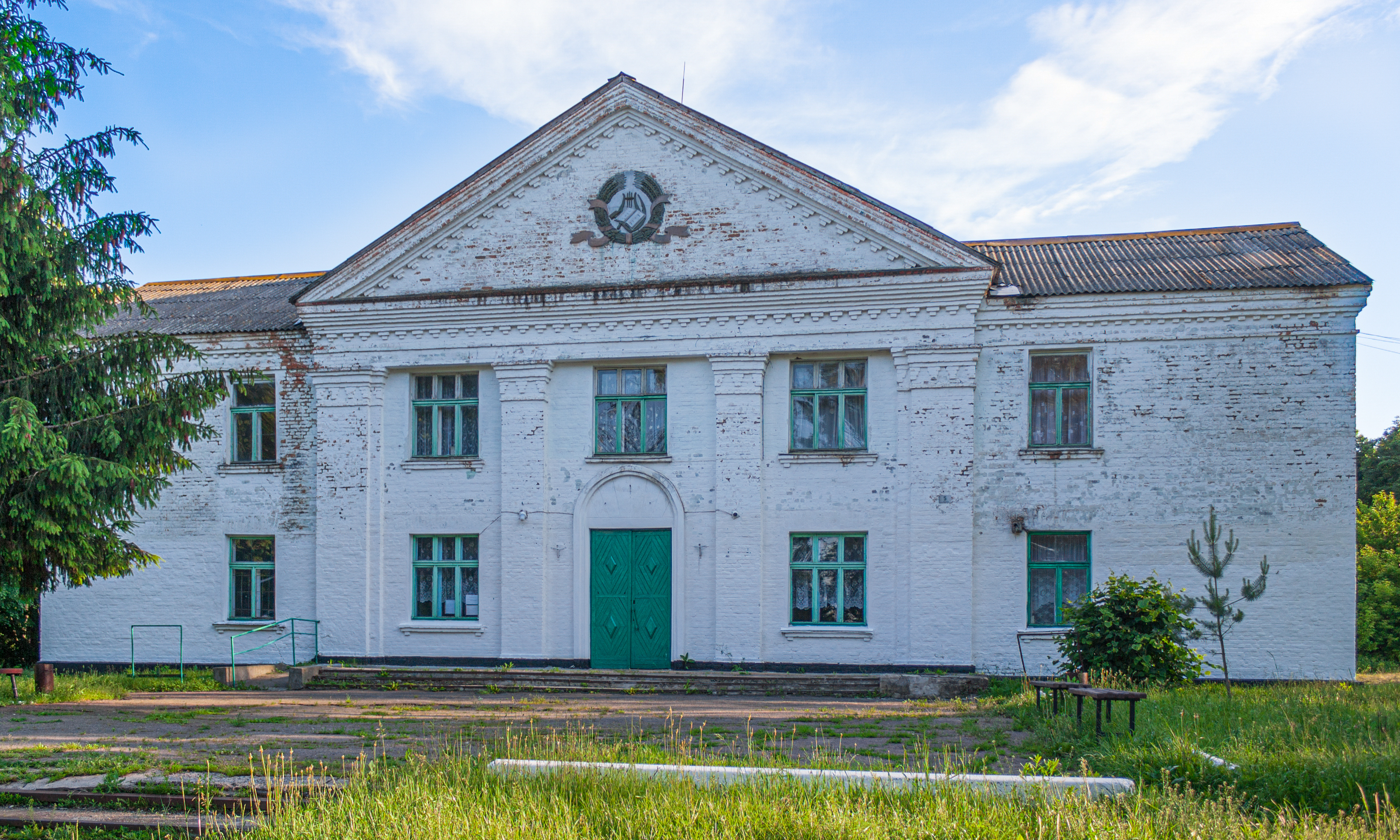
Будинок культури
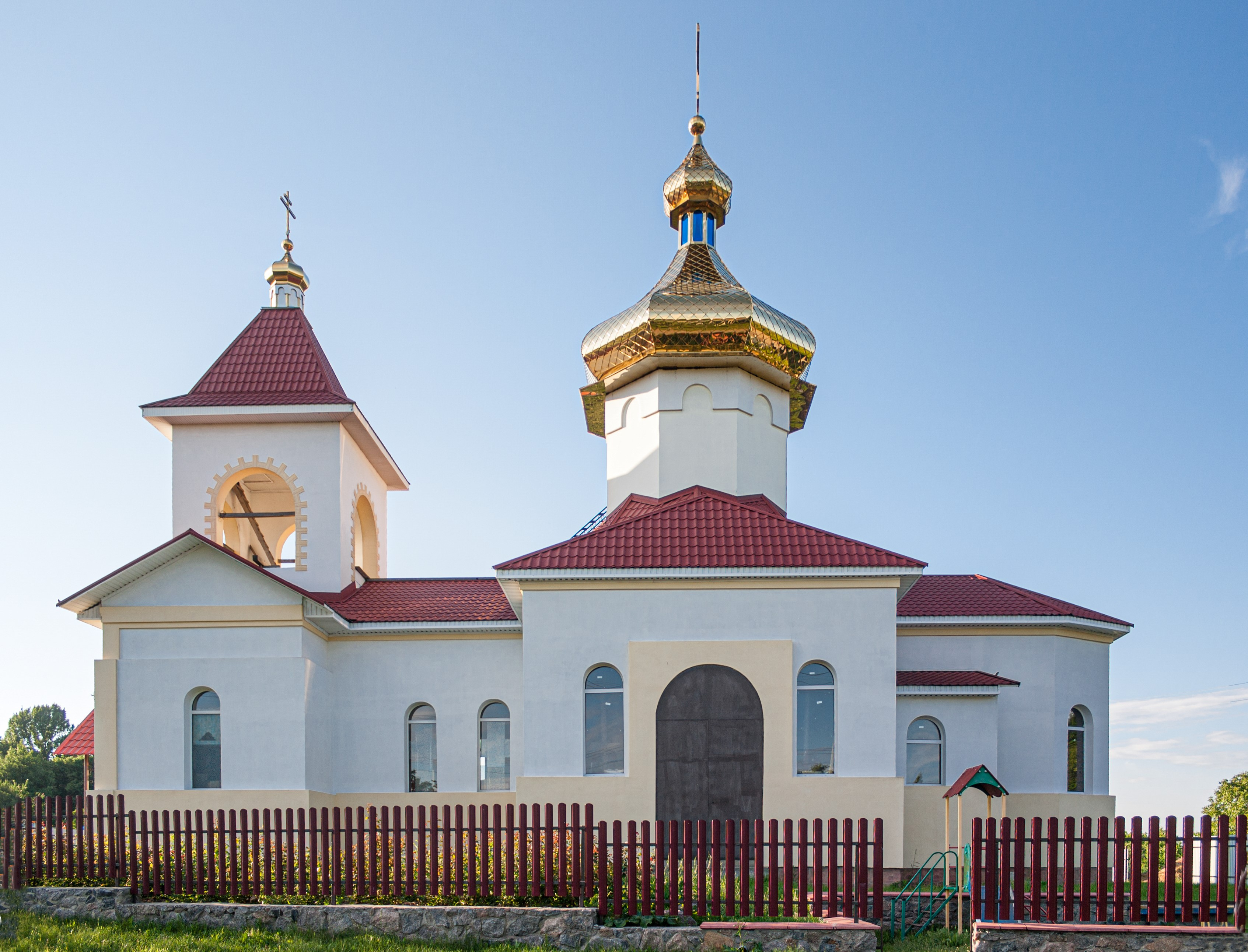
Церква
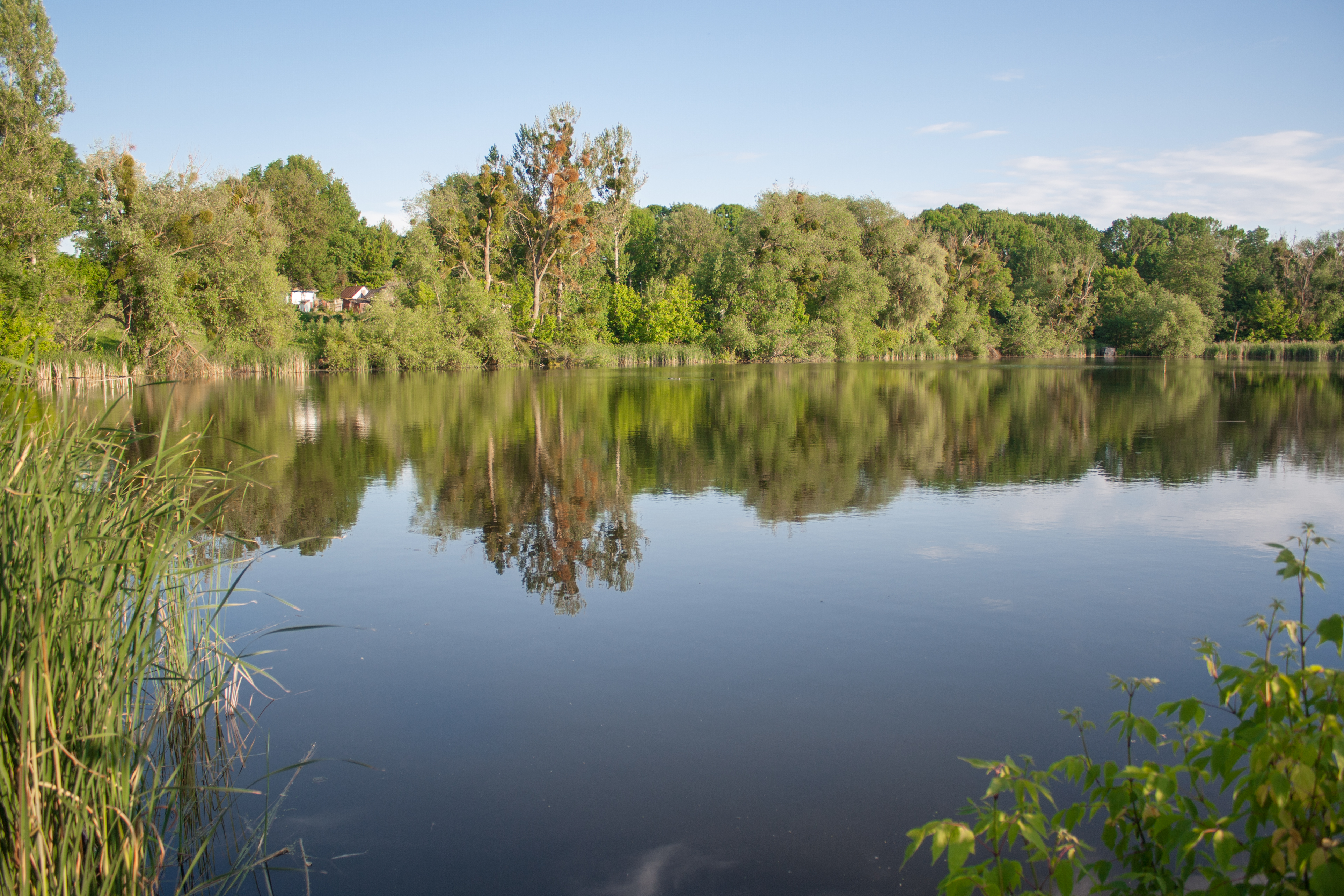
Ставок на річці Канелька
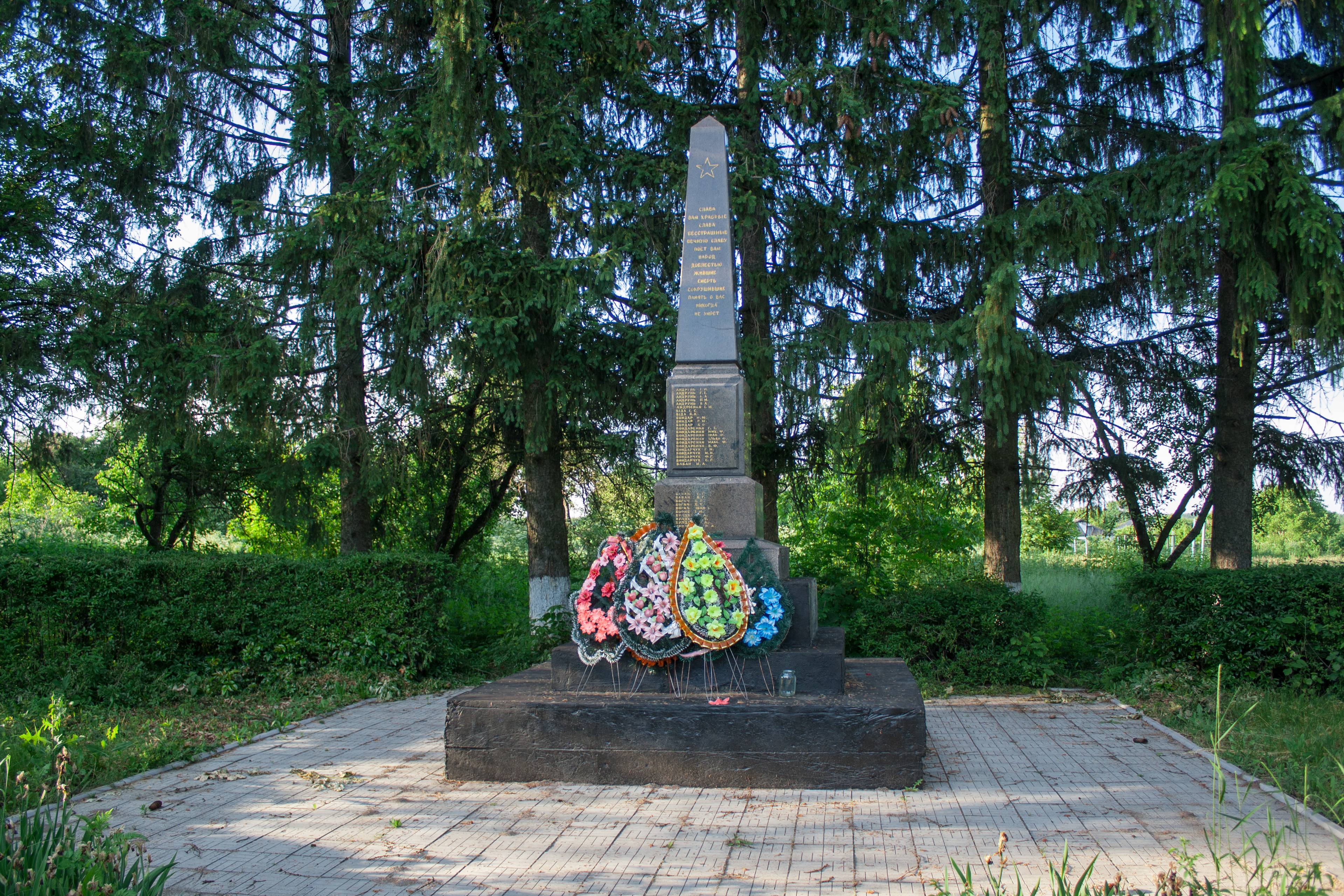
Пам'ятник воїнам-односельцям
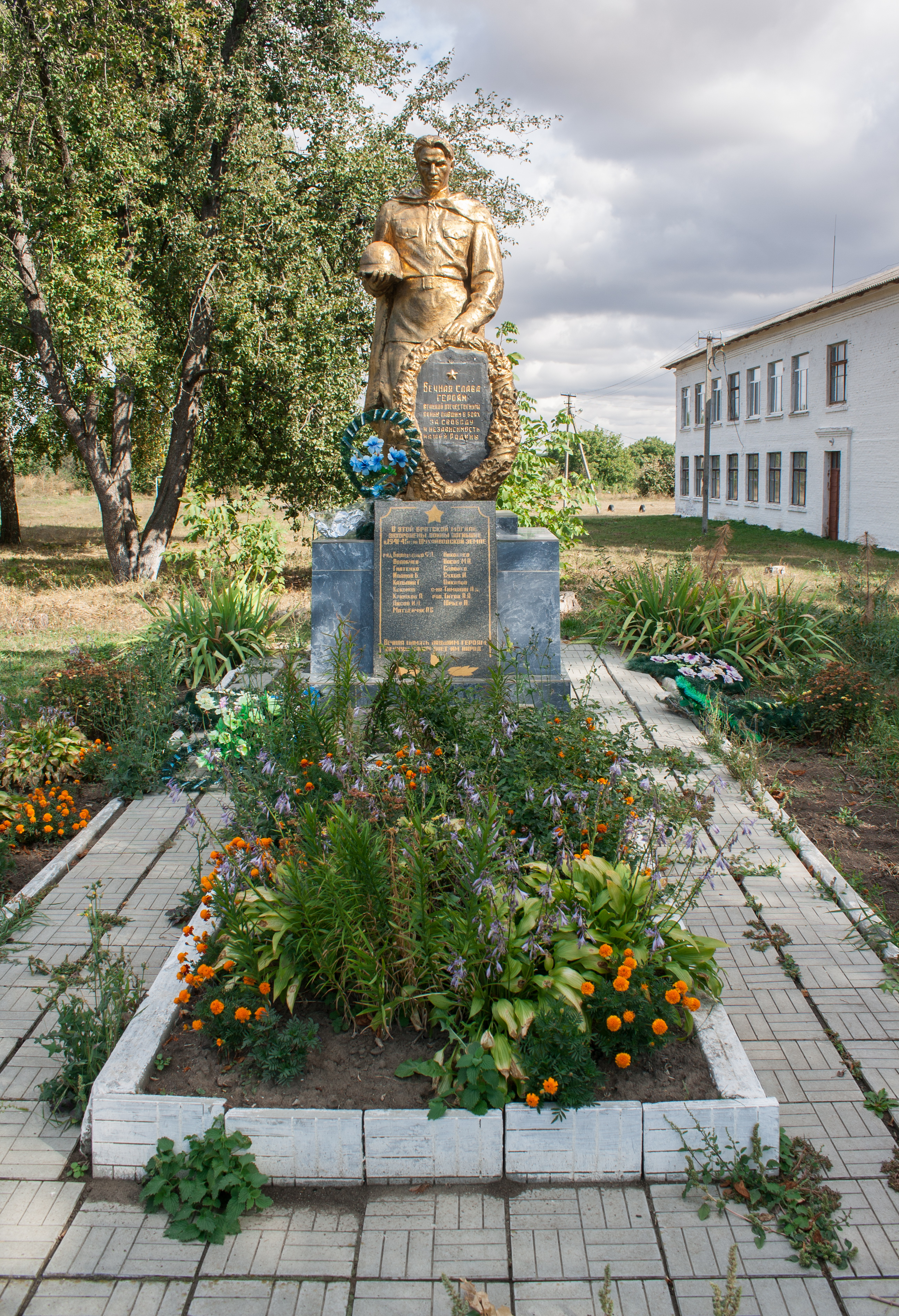
Братська могила радянських воїнів
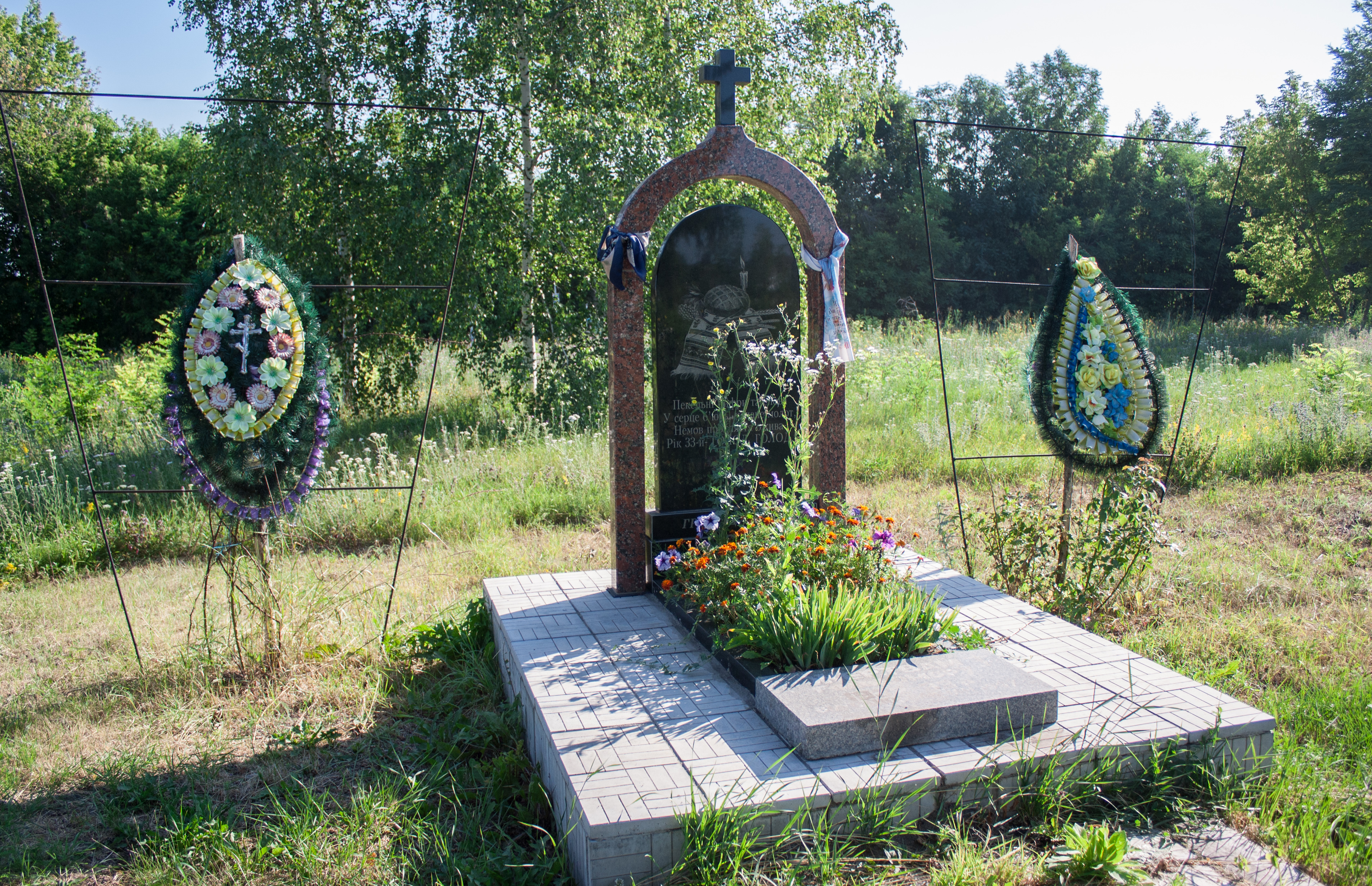
Пам'ятний знак жертвам Голодомору